# Hart (Michigan)
Hart é uma cidade localizada no estado americano de Michigan, no Condado de Oceana.

## Demografia
Segundo o censo americano de 2000, a sua população era de 1950 habitantes.
Em 2006, foi estimada uma população de 1996, um aumento de 46 (2.4%).

## Geografia
De acordo com o United States Census Bureau tem uma área de
5,4 km², dos quais 5,0 km² cobertos por terra e 0,4 km² cobertos por água. Hart localiza-se a aproximadamente 208 m acima do nível do mar.

## Localidades na vizinhança
O diagrama seguinte representa as localidades num raio de 24 km ao redor de Hart.